# Catedral da Igreja de Cristo (Ilhas Malvinas)
A Catedral da Igreja de Cristo é uma catedral anglicana localizada em Porto Argentino, capital das Ilhas Falkland (Malvinas). É a única catedral da cidade de Porto Argentino e de todo o arquipélago das Malvinas, tendo também jurisdição sobre a Geórgia do Sul e o Território Antártico Britânico. Foi consagrada em fevereiro de 1892 e integra a Igreja Anglicana como uma diocese extra provincial do Arcebispo da Cantuária. O reitor da catedral está sob a jurisdição ordinária do Bispo das Ilhas Malvinas. Desde 1978, este posto tem sido exercido pelo Arcebispo de Cantuária, que é tanto o diocesano quanto o metropolita desta comunidade autônoma. Na prática, o cargo é exercido por um bispo-comissário nomeado pelo Arcebispo de Cantuária, popularmente conhecido como Bispo das Ilhas Malvinas.

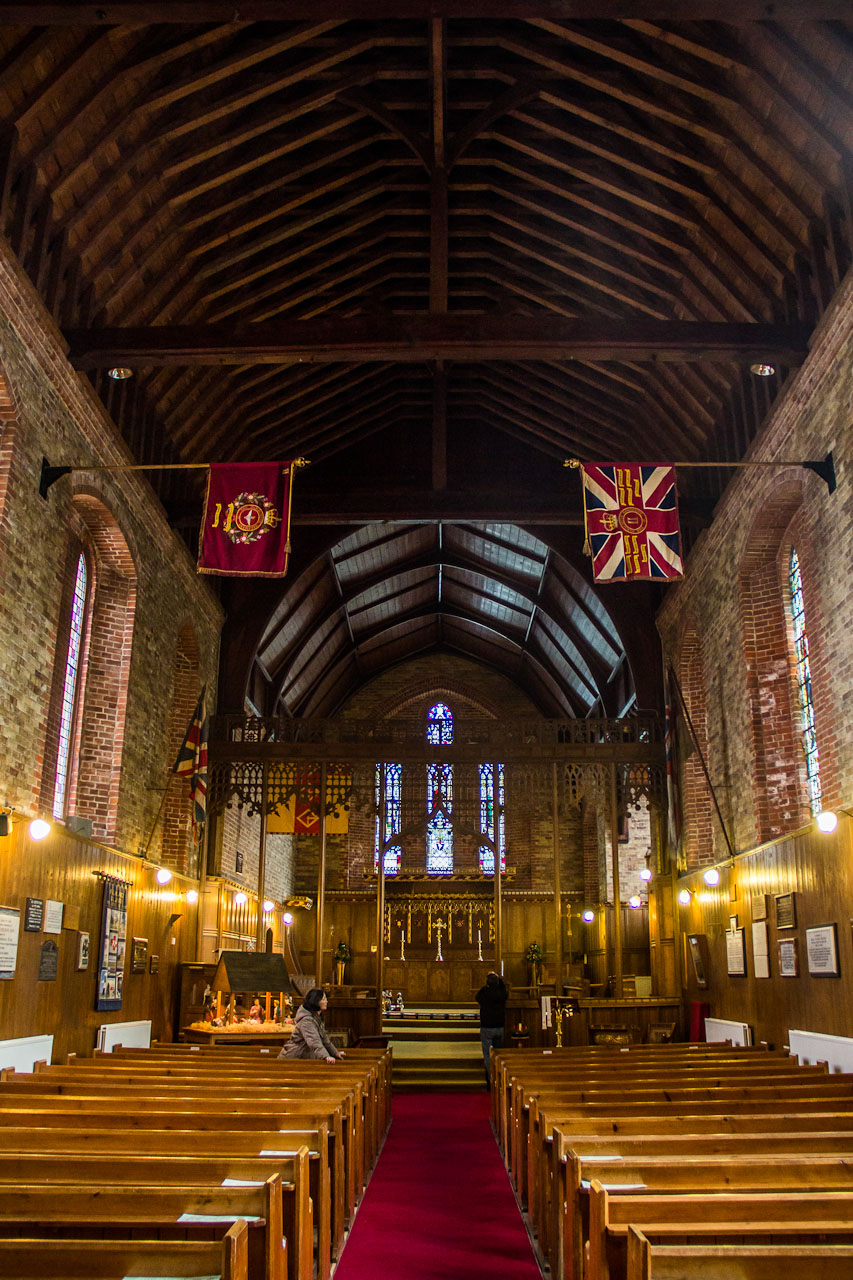
Interior da catedral.

A Catedral da igreja de Cristo foi construída entre 1890 e 1892 de pedras e tijolos locais. Está localizada no antigo terreno da Igreja da Santíssima Trindade, que foi destruída pelo deslizamento de terra que devastou boa parte de Porto Argentino em 1886. É a igreja anglicana mais ao sul de todo o mundo – dividindo com a católica Igreja de Santa Maria, localizada no mesmo arquipélago, o título de igreja cristã mais ao sul do mundo – e é reconhecida pelo arco feito dos ossos de duas baleias azuis exposto bem em sua frente. O monumento foi erguido em 1933 para comemorar o centenário da dominação britânica sobre as Ilhas Falkland (Malvinas). Além do monumento, é reconhecida por abrigar a jarreteira de Edward Shackleton, membro da Ordem da Jarreteira, que anteriormente esteve pendurada na Capela de São Jorge durante sua vida.
A catedral é a razão pela qual a pequena comunidade de Porto Argentino – que possui 2.121 habitantes segundo o censo britânico de 2015 – é considerada a única cidade propriamente dita do arquipélago. Assim sendo, sua imagem está presente no verso de todas as notas da libra das Malvinas.
Serviços especiais são realizados durante todo o ano na Catedral, incluindo aqueles em comemoração ao Dia da Libertação (14 de junho), a libertação dos ilhéus após a Guerra das Malvinas, o Domingo da Lembrança (o domingo mais próximo de 11 de novembro) e o Dia da Batalha (8 de dezembro) em comemoração à Batalha das Ilhas Malvinas em 1914. Desfiles da Igreja também são realizadas em cada um desses dias, bem como no aniversário real da rainha (21 de abril). 